# جوزدان
جوزدان  شهری از توابع   بخش مرکزی شهرستان نجف آباد در استان اصفهان ایران است.
با قدمت بیش از ۸۰۰ سال یکی از قدیمی‌ترین شهرهای استان اصفهان می‌باشد. شهر جوزدان در ۸کیلومتری جنوب شرقی نجف آباد واقع شده و از جنوب شرق به شهر جدید فولاد شهر و از غرب به زمین‌های کشاورزی و شهرک صنعتی شماره ۲ نجف آباد و جنوب به تپه‌ها و کوهای امتداد یافته رشته کوه‌های زاگرس موسوم به کوه پنجی مشرف می‌شود.

## جمعیت
بنابر سرشماری مرکز آمار ایران، جمعیت جوزدان در سال ۱۳۹۰ برابر با ۶۷۴۹ نفر بوده‌است که از این میان ۳۴۲۹ نفر مرد و ۳۳۲۰ زن بوده‌اند. این شهر ۱۸۴۹ خانوار دارد.

## موقعیت جغرافیایی شهر جوزدان
شهر جوزدان بر روی دشت بنا شده‌است و ارتفاع آن از سطح دریا ۱۶۲۸ متر می‌باشد. کوه‌های جنوبی شهر موسوم به کوه فشارچه می‌باشد و مرتفع‌ترین آن‌ها کوه پنجی می‌باشد که از شمال غربی نجف آباد به جنوب شرقی ان کشیده شده‌است. اقتصاد شهر بر پایه کشاورزی و دامداری بنا شده‌است، کشاورزی مهم‌ترین و اساسی‌ترین قطب اقتصادی این منطقه می‌باشد آب کشاورزی این شهر از چاه‌های حفر شده توسط اهالی و سه رشته قنات کهن که حدوداً هرکدام ۱۰ کیلومتر طول دارند تأمین می‌شود که به راستی حکایت از همت بلند مردم دارد؛ همچنین کانال آب‌رسانی جوزدان که منشعب شده از رودخانه زاینده رود است؛ و قلب حیاتی کشاورزی جوزدان است. این کانال از زاینده رود سرچشمه گرفته و پس از گذشتن از شهرها وروستاهای مختلف و سیراب کردن اراضی منطقه وارد جوزدان می‌شود و زمین‌های زراعی را پوشش می‌دهد و سپس به راه خود ادامه داده و در سر راه خود زمین‌های کشاورزی شرق کانال را نسبتاً مشروب می‌کند سپس دو شاخه می‌گردد (یکی به طرف خمینی شهر و دیگری به طرف قهدریجان و مجدداً به زاینده رود می‌ریزد).

## تاریخ
شهر جوزدان با قدمت بیش از ۸۰۰ سال یکی از قدیمی‌ترین شهرهای استان اصفهان می‌باشد؛ که بهترین دلیل بر این مدعا سنگ‌های قدیمیِ موجود در ساختمان مسجد جامع (بقعه شیخ محمد) است که قدمت این مسجد را به دوران مغولی – تیموری می‌رسانَد و قنوات کهن و گنبدهای خشتی و همچنین آستان متبرکهٔ امامزاده ساره خاتون جوزدان که براساس شواهد ذکرشده این بنا متعلق به یکی از نوادگان (موسی کاظم) می‌باشد.
هسته اولیه شهر را اهالی گرگ آباد (منطقه‌ای در مسیر کوه فشارچه کنونی) تشکیل داده‌اند که به‌دلیل وجود گرگ‌های وافر در این منطقه به این نام شهرت یافته‌است به علل نامشخص گرگ آباد منطقهٔ مناسبی برای زندگی نبوده و ساکنانش این محل را ترک گفته (وجود خرابه‌هایی از حمام عمومی و چند دیوار گلی در سده‌ی قبل شاهدی بر این مدعا می‌باشد.) بسیاری از آن‌ها به حوالی تهران مهاجرت می‌کنند و هنوز مهاجران گرگ آبادی در تهران پسوند فامیلی جوزدانی را همراه فامیل خود دارند و بقیه ساکنان زندگی را در کنار گرگ آباد (جوزدان فعلی) ادامه می‌دهند که جوزدان کنونی را به وجود می‌آورند.

## ریشه نام شهر جوزدان
جوزدان متشکل از دوکلمهٔ جوز به اضافۀ دان می‌باشد. کلمه جوز به‌معنی گردو می‌باشد و این شهر به‌علت دارا بودن از درختان گردو فراوان، جوزدان نام گرفته که دان آن پسوند دارا بودن می‌باشد. جوزدان ترکیب یافته از نام‌های مختلف است که به ترتیب عبارتنداز جوزجان – جوزان (به نقل از کتاب مرده کشان جوزان نوشته ابوالقاسم پاینده) - جوزدان می‌باشد البته بعضی‌ها نیز این چنین استنباط می‌کنند بعلت گرمای زیاد و خشک بودن هوای این شهر به جزدان معروف بوده‌است و کم‌کم به جوزدان تغیر نام داده‌است ولی این برداشت ریشه و سند معتبر ندارد.
در مواردی که در اکثر نقاط ایران منطقه جوزدان دیده می‌شود مناطقی پرآب یا نزدیک رودخانه و نهرها بوده‌است و کلمه غاز معرب شده گ و ز است که در انگلیسی به آن گوس نیز گفته می‌شود و اکنون به غاز شناخته می‌شود و جوزدان محل سکونت غازها بوده‌است همچنین منطقه ای در شرق اصفهان قسمت برآان شمالی بنام جوزدان می‌باشد و منطقه ای در شهر اصفهان بنام جوزدان خرابه وجود دارد که مکان کنونی آن خیابان کاشانی پشت بیمارستان کاشانی می‌باشد

### مردم‌شناسی
مردم این روستا انسانهای بسیار سخت کوش، باغیرت،
مهمان نواز، و باهوش و درایت می‌باشند؛ و آنچه از مکاتبات نویسندگان استنباط می‌شود؛ و به دیده نظر گماشته می‌شود و گنجینه‌ای که از پیشنیان سینه به سینه و نسل در نسل به ما رسیده‌است جوزدانیان انسانهای باهوش و ذکاوت بوده‌اند که زیرکی خاصی در رفتار آنها نمایان بوده و افکاری که در سر می پروارنده‌اند حاکی از فکر وسیع آنها بوده شاید جو حاکم برآن زمان و شرایط حاکمه باعث می‌شده آنها جهت رفع مشکلات و معضلات خود هوشمندانه عمل نمایند اما بااین وجود آنها با راهکارهای شاهکار و زیرکانه خود دست به اقدامات منحصر به فر دی زده‌اند جوزدان در قدیم‌الایام دارای چهرهای مشهور و شخصیت‌های برجسته‌ای بوده نظیر باقریین و علی محمد هاشمی که درزمان پهلوی و دردوران خفقان به قم می‌رفته‌اند و دروس حوزوی را فرا می‌گرفته‌اند سپس به روستا می‌آمدند و به ارشاد و راهنمایی مردم می‌پرداختند آنها دراین راه زحمات زیادی را متحمل شده‌اند که قابل قدردانی و سپاس گذاری است همچنین در جوزدان شعرا و عارفان بزرگی که از آنها به ملاهای ده تعبیر شده‌است می‌زیسته‌اند که به‌دلیل نبود امکانات و تحصیلات متأسفانه نامی از این بزرگ مردان بر جای نمانده‌است درکنار این شخصیت‌های بزرگ می‌توان از کسانی نام برد که نامشان لرزه بر اندام مردم می‌انداخته، افرادی نظیرسارم دوله (مالک روستا از قاجاریان) و فرزند آن اصغر مسعود (اصغر میرزا) و رضا خان جوزدانی که از خوانین آن دوره می‌باشند یاد کرد و می‌توان گفت که رضا خان جوزدانی یکی از یاغیان آن زمان بوده که برخلاف جثه کوچک و اندام ضعیف فردی با رشادت و خوش استعداد، باغیرت، و ناموس پرست بود که در سال ۱۳۲۹ قمری (۱۲۹۰شمسی) از زندان فرار می‌کند و در منطقه به طرفداری از شهریان می‌پردازد، سال‌های ۳۵ تا ۳۷ قمری اوج رشادت و سلطه گری این شخص بر مردم بوده و موجب رعب و وحشت کاروانیان بوده‌است او درگردنه‌ها بر سر راه کاروانیان کمین می‌کرده و به تاراج اموال آنان می‌پرداخته. (شرح مفصل در کتاب دیار نون اثر علی یزدانی نجف آبادی) این شخص پس از جنگ جهانی اول وطی جنگهای درون منطقه‌ای توسط علی خان فلاردی و آقا محمود بابااحمدی دستگیر شد و در زمان رضاشاه به داراویخته شد. در زمان رضا شاه با توجه به اعتقادات مذهبی مردم سادات صادق و عارفی مثل حاج آقا موسوی که بعنوان پیشوایان جوزدان مردم را هدایت می‌کردند و مورد احترام اهالی بوده‌اند در این روستا می‌زیسته‌اند.

## نام محله‌ها
پشت مسجد
علیا (بالا محله)
سیلاب
شهید منتظری
شهرک قائم
امامزاده

## مکان‌های زیارتی
امامزاده ساره خاتون
بقعه شیخ محمد
بقعه آغا شاهزاده

## شغل ساکنین منطقه
کشاورزی: زمین‌های کشاورزی جوزدان به کاشت انواع گونه‌های گیاهی جواب می‌دهد از جمله غلات، صیفی جات و انواع درختان میوه در قدیم مردم جوزدان به کاشت خشخاش اشتغال داشته‌اند و محور اقتصادی زندگی آن‌ها بر این گونهٔ گیاه می‌چرخیده‌است که این گیاه برای پذیرایی از درباریان استفاده می‌شده‌است البته در آن زمان گشت تریاک مرسوم بوده و هنوز هم از تریاک جوزدان به بهترین نوع آن یاد می‌شود در زمان محمد رضا شاه با توجه به این که تریاک زیاد کشت می‌شده و برای اهالی منطقه خطرآفرین بوده جنبه اقتصادی آن نادیده گرفته شده و کشت آن ممنوع گشت؛ و تمام تریاک‌های موجود درخانه‌های اهالی توسط امنیه‌های دولتی کشف و ضبط گردید که البته کاشت این گیاهان مذکور منسوخ شده و مردم شهر بیشتر به کشت غلات مهمی که برای آن‌ها صرفهٔ اقتصادی دارد همت گماشته‌اند از جمله غلاتی چون گندم، جو به ویژه برنج لازم است ذکر شود که برنج جوزدان از مرغوبیت و معروفیت خاصی برخوردار است و در بازار به برنج لنجان معروف است و نه تنها در کشور ایران مورد استفاده قرار می‌گیرد بلکه به خارج از ایران نیز صادر می‌شود.
دامداری: از دیر باز در جوزدان دامداری رواج داشته‌است و تاکنون ادامه دارد کشاورزان در کنار کشاورزی از حرفه دامداری نیز بهره می‌برده‌اند و برخی فقط به صورت حرفه‌ای کار دامداری را ادامه می‌دهند تاکنون که در اطراف جوزدان دامداری‌های صنعتی رواج پیدا کرده‌است.

## آثار تاریخی
1. امامزاده ساره خاتون: در قسمت شمال غربی ورودی شهر می‌باشد از دیر باز مورد توجه اهالی مردم کل منطقه بوده‌است که در کنار آن مزارع شهدا واقع شده و قبرستان شهر در جوار این امام زاده شریف می‌باشد و تا این زمان مردم برای زیارت و ادای نذورات خود به این محل میایند. درزمانهای گذشته بازارهای مرسوم در جوار امام زاده روزهای پنج شنبه برپا بوده‌است این بازارها معروف به «درپنج شنبه» بوده مردم هم برای زیارت و هم برای خرید مایحتاج درروز پنجشنبه به این مکان می‌آمدند کم‌کم با شکل‌گیری انقلاب اسلامی این پنجشنبه بازار هم برچیده شد.
2. آغا شاهزاده: در کنار این امامزاده بقعه‌ای وجود دارد معروف به بقعه آغا شاهزاده (آغا بیگم) که در حال حاضر متروکه شده‌است.

۳- برج کبوترخانه:در قسمت شمال شرقی شهر برج کبوتر خانه می‌باشد که مدتی به جهت دیده‌بانی شکارگاه منطقه‌ای و بعداً جهت برداشت فضولات پرندگان استفاده می‌شده ظل السلطان حاکم اصفهان که شکارچی ماهری بوده‌است و با خوانین زمان خود در این منطقه شکار می‌کرده‌است در مورد جوزدان گفته‌است که جوزدان ده بسیار بزرگ و شکارگاه‌های مناسبی دارد و مانند قمشلو شکارش تعریف دارد. برج کبوترخانه به‌دلیل بی‌توجهی اهالی و مسئولین روبه تخریب نهاده بود که در سال ۱۳۸۵ و ۱۳۸۶ با همت امور میراث فرهنگی ترمیم و بازسازی گردید.
۴- مسجد جامع: مهم‌ترین واصلی‌ترین مکان تاریخی جوزدان که گویای هویت و قدمت شهر می‌باشد، تقریباً در مرکز شهر قرار دارد و به مرور زمان در اطراف آن ساخت وسازهایی صورت گرفت از وجود سنگ قبرهای موجود در این مسجد می‌توان به قدمت دیرین آن پی برد.
در ضلع جنوب غربی این مسجد بقعه‌ای وجوددارد به نام بقعه شیخ محمد. در کنار وی تنی چند از علمای آن زمان نیز مدفون می‌باشند، از جمله شیخ صفی الدین شیخ ملکشاه.
۵- باغ شاهزاده: در زبان عامه از آن به باغ شازده تعبیر می‌شود که درقدیم مقر حکومتی بوده؛ که شخصی به نام سارم الدوله آن را بنا نموده پس از آن باغ به پسرش اصغر میرزا به ارث می‌رسد. در وسط باغ امارت زیبایی و در پشت آن حمام و اتاق‌های خدمه می‌باشد که این اتاق‌ها و حمام تخریب شده (نمونهٔ ساخت بنا و حمام آن مشابه به حمام ساخته شده در کاشان می‌باشد). هنوز کاج‌های کشت شده در زمان پهلوی پابرجا هستند و امارت وسط باغ هم بازسازی شده و در کنار آن استخر بزرگی بوده که هم‌اکنون هم وجود دارد و بقیه زمین برای امور تفریحی استفاده می‌شود که پس از انقلاب اسلامی قسمتی از آن توسط سپاه پاسداران و قسمتی دیگر از آن توسط آموزش و پرورش مورد استفاده واقع شد.

### برخی از کلمات رایج
پوشنه=پوشاندن
آرت=آرد
گاب=گاو
فِرار=فرار
اَمروز=امروز
شوما=شما
کوجا=کجا
چادور=چادر
بِچا=بچه‌ها
بِیتَر=بهتر
خَین=خون
میگوی=میگی
بیگیر، بسّون=بگیر
بیشین=بشین
بیریز=بریز
بوبون=ببین
کوجای؟ =کجایی؟
اِسِّدَند=گرفتند
بوگو=بگو
بوگَم=بگم
ماساج=ماساژ
غِلاغ=کلاغ
اُرُسی=کفش
چینه=دیوار
جَده =جاده
چلالی=سبد
پِیسین=بعدازظهر
صُح=صبح
سِبا=فردا
مَچِّد=مسجد
تومون=شلوار
مال مالی=مارمولک
چِنه=چانه
جِلِقزه=جلیقه
وخسا=بلند شو
امومزاده=امامزاده